# Pete Dunne
Peter Thomas England (Birmingham, West Midlands, 9 november 1993), beter bekend als Pete Dunne, is een Engels professioneel worstelaar en promotor die sinds 2016 actief is in de World Wrestling Entertainment. Dunne verschijnt op WWE's NXT brand (merk) en is een producer voor WWE's NXT UK brand, een dochteronderneming van NXT. Tevens is Dunne de oprichter van de Britse worstelorganisatie Attack! Pro Wrestling.
Dunne begon te trainen in 2006 en maakte zijn debuut in maart 2007. Sindsdien werkte hij vooral in het onafhankelijke circuit in verschillende worstelorganisaties zoals Destiny World Wrestling (DWW), Fight Club: Pro (FCP), Insane Championship Wrestling (ICW), Michinoku Pro Wrestling (MPW), Over the Top Wrestling (OTT), Pro Wrestling Guerrilla (PWG), Progress Wrestling (waar hij een voormalige Progress World Champion is), Revolution Pro Wrestling (RPW) en Westside Xtreme Wrestling (wXw).
In 2016 begon Dunne te werken voor WWE. Hij nam onder andere deel aan de United Kingdom Championship Toernooi in 2017 om de inaugurale WWE United Kingdom Champion te bekronen, een kampioenschap die hij toch later won bij het evenement NXT TakeOver: Chicago door een overwinning op Tyler Bate. Tevens voegde Dunne het NXT Tag Team Championship toe aan zijn prijzenkast bij het evenement NXT TakeOver: Portland en tot slot won hij nog het 2020 Dusty Rhodes Tag Team Classic, beide met Riddle.

## Prestaties
- 4 Front Wrestling
  - 4FW Junior Heavyweight Championship (1 keer)[12]
- Alternative Wrestling World
  - AWW British Tag Team Championship (1 keer) – met Damian Dunne[12]
- Attack! Pro Wrestling
  - Attack! 24/7 Championship (6 keer)[12]
  - Elder Stein Invitational (2012)[13]
- Chikara
  - King of Trios (2017) – met Trent Seven en Tyler Bate[13]
- Destiny World Wrestling
  - DWW Championship (1 keer)[12]
- Dublin Championship Wrestling
  - DCW Tag Team Championships (1 keer) –  met Damian Dunne[12]
- Fight Club:Pro
  - FCP Championship (1 keer)[12]
  - FCP Tag Team Championships (1 keer) – met Trent Seven[12]
  - Infinity Trophy (2015)[13]
- FutureShock Wrestling
  - FSW Adrenaline Championship (1 keer)[12]
- Kamikaze Pro
  - Relentless Division Championship (1 keer)[12]
- No Limits Wrestling
  - NlW Heavyweight Championship (1 keer)[12]
- Over the Top Wrestling
  - OTT No Limits Championship (1 keer)[12]
  - OTT Tag Team Championship (1 keer) – met Tyler Bate en Trent Seven[12]
- Pro Wrestling Illustrated
  - Gerangschikt op nummer 29 van de top 500 singles worstelaars in de PWI 500 in 2017[14]
- Pro Wrestling Kingdom
  - Pro Wrestling Kingdom Championship (1 keer)[12]
- Pro Wrestling Revolver
  - PWR Tag Team Championship (1 keer) – met Millie McKenzie[12]
- Progress Wrestling
  - Progress World Championship (1 keer)[12]
  - Progress Tag Team Championship (1 keer) – met Trent Seven[12]
- Revolution Pro Wrestling
  - RPW British Cruiserweight Championship (1 keer)[12]
  - British Cruiserweight Title Tournament (2016)[13]
- Southside Wrestling Entertainment
  - Young Tigers Cup (2015)[13]
- VII Pro Wrestling
  - VII Pro Championship (1 keer)[12]
  - VII Trifecta Trophy Tournament – met CJ Banks en Dan Moloney[13]
- Westside Xtreme Wrestling
  - wXw Shotgun Championship (1 keer)[12]
- WWE
  - NXT Tag Team Championship (1 keer) – met Matt Riddle[12]
  - WWE United Kingdom Championship (1 keer)[12]
  - Dusty Rhodes Tag Team Classic (2020) – met Matt Riddle[13]
  - NXT Year-End Award (1 keer)
    - Match of the Year (2017) – vs. Tyler Bate bij het evenement NXT TakeOver: Chicago[15]